# 기이사노역
기이사노역(일본어: 紀伊佐野駅, きいさのえき, Kii-sano-eki)은 일본 와카야마현 신구시에 있는, 서일본 여객철도의 철도역이다. 기세이 본선이 지나가며, 기노쿠니 선 소속 열차들을 이용할 수 있다.

## 역 구조
섬식 1면 2선 구조의 지상역으로, 교행 시설이 갖추어져 있다. 역사는 선로 동쪽에 따로 있으며, 승강장과는 차단·경계 시설이 갖추어진 건널목을 통해 연결된다. 역사에는 역에서 가까운 와카야마 현립 신구 상업고등학교 (지금의 와카야마 현립 신쇼 고등학교) 미술부가 기증한 미술 작품이 있다.
신구역이 관리하는 무인역이다. 개찰구 가까이에 자동 판매기가 있다.

### 승강장
| 1 | ■ 기노쿠니 선 | 기이카쓰우라 · 기이타나베 · 와카야마 방면 |
| 2 | ■ 기노쿠니 선 | 신구 방면                                 |

## 역세권 정보
기이사노 역과 미와사키역 사이에는 신구 항구가 있다. 기이사노 남쪽에는 원래 제지소 공장이 있었으며, 전용선을 통해 화물 수송을 하고 있었으나 2008년을 끝으로 폐지되었고, 제지소 공장이 없어진 자리에는 상업 시설이 있다.
- 국도 제42호선
- 사노 강

## 역사
- 1913년 3월 1일 - 신구 철도의 사노무라 임시 정류장으로 개업했다.
- 1913년 4월 17일 - 보통역이 되었다.
- 1934년 7월 1일 - 국유화에 따라 일본국유철도의 소속이 되었다. 그와 동시에 아키쓰노 역으로 이름을 바꾸었다.
- 1942년 4월 1일 - 지금의 기이사노 역으로 이름을 바꾸었다.
- 1987년 4월 1일 - 민영화에 따라 서일본 여객철도의 소속이 되었다.

## 인접역
| 서일본 여객철도 기세이 본선 | 서일본 여객철도 기세이 본선 | 서일본 여객철도 기세이 본선 |
| --------------------------- | --------------------------- | --------------------------- |
| 미와사키 신구 방면          | ■ 기노쿠니 선 보통          | 우쿠이 와카야마 방면        |